# Фалькенберг (комуна)

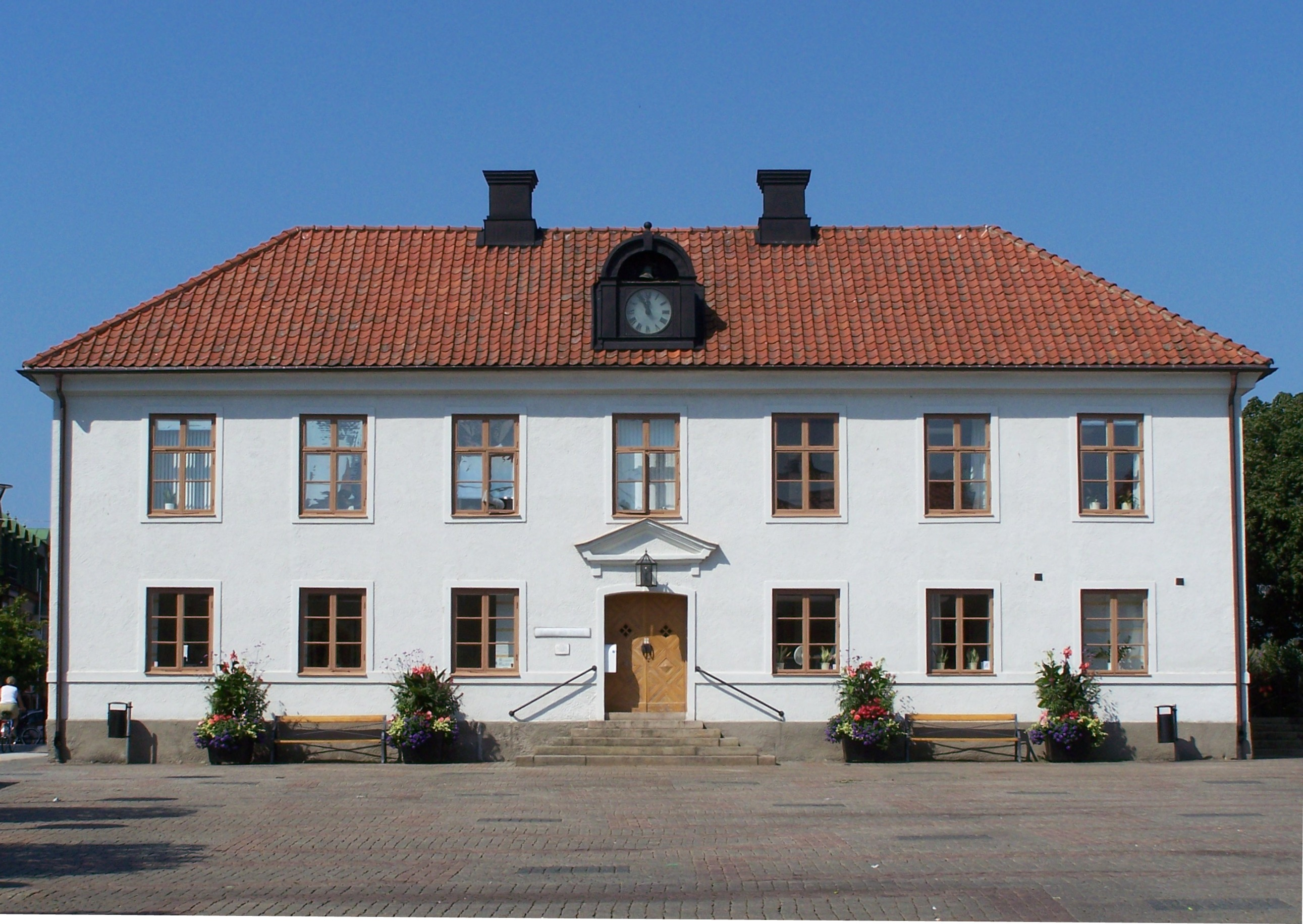
Ратуша Фалькенберга

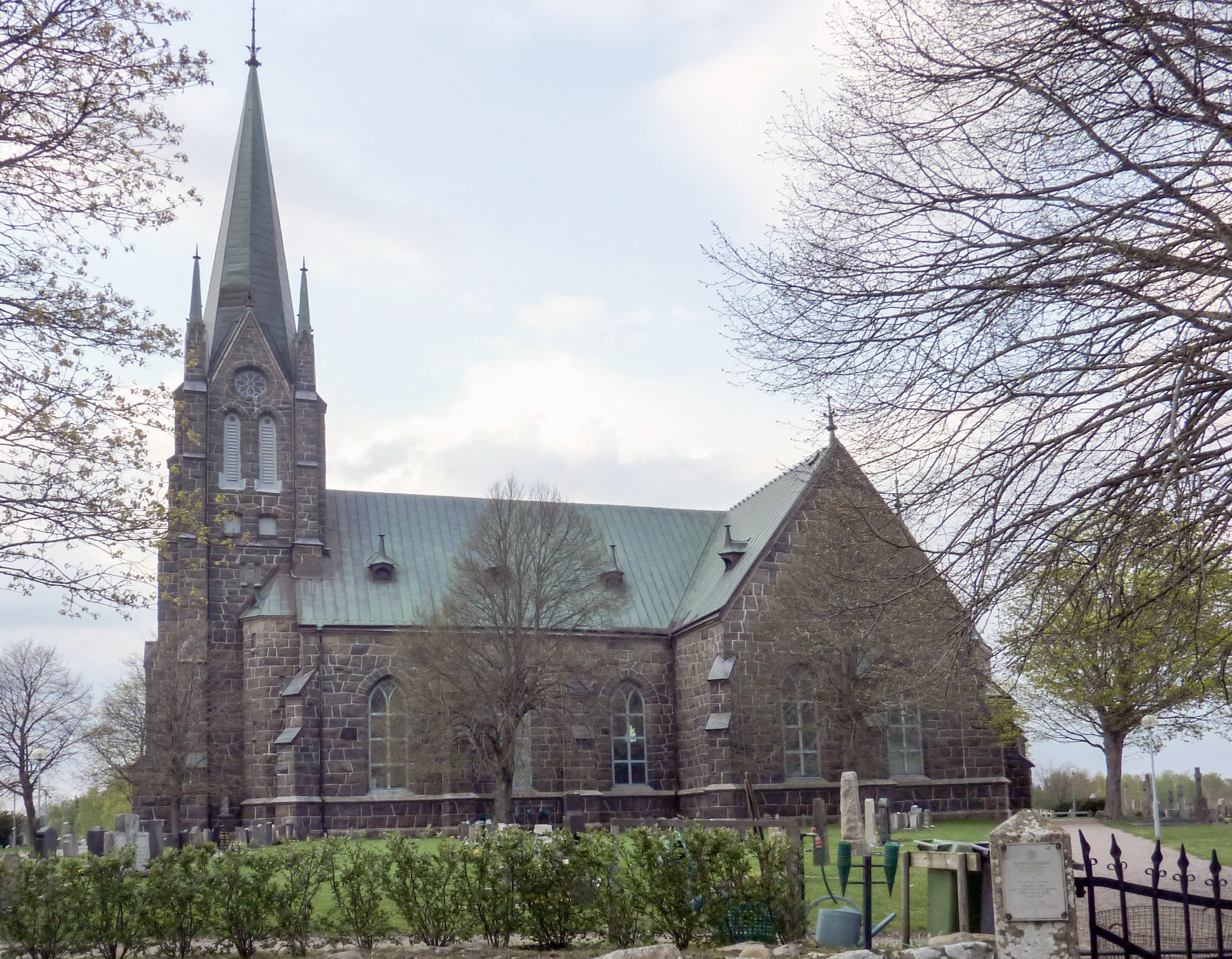
Церква в Орстаді

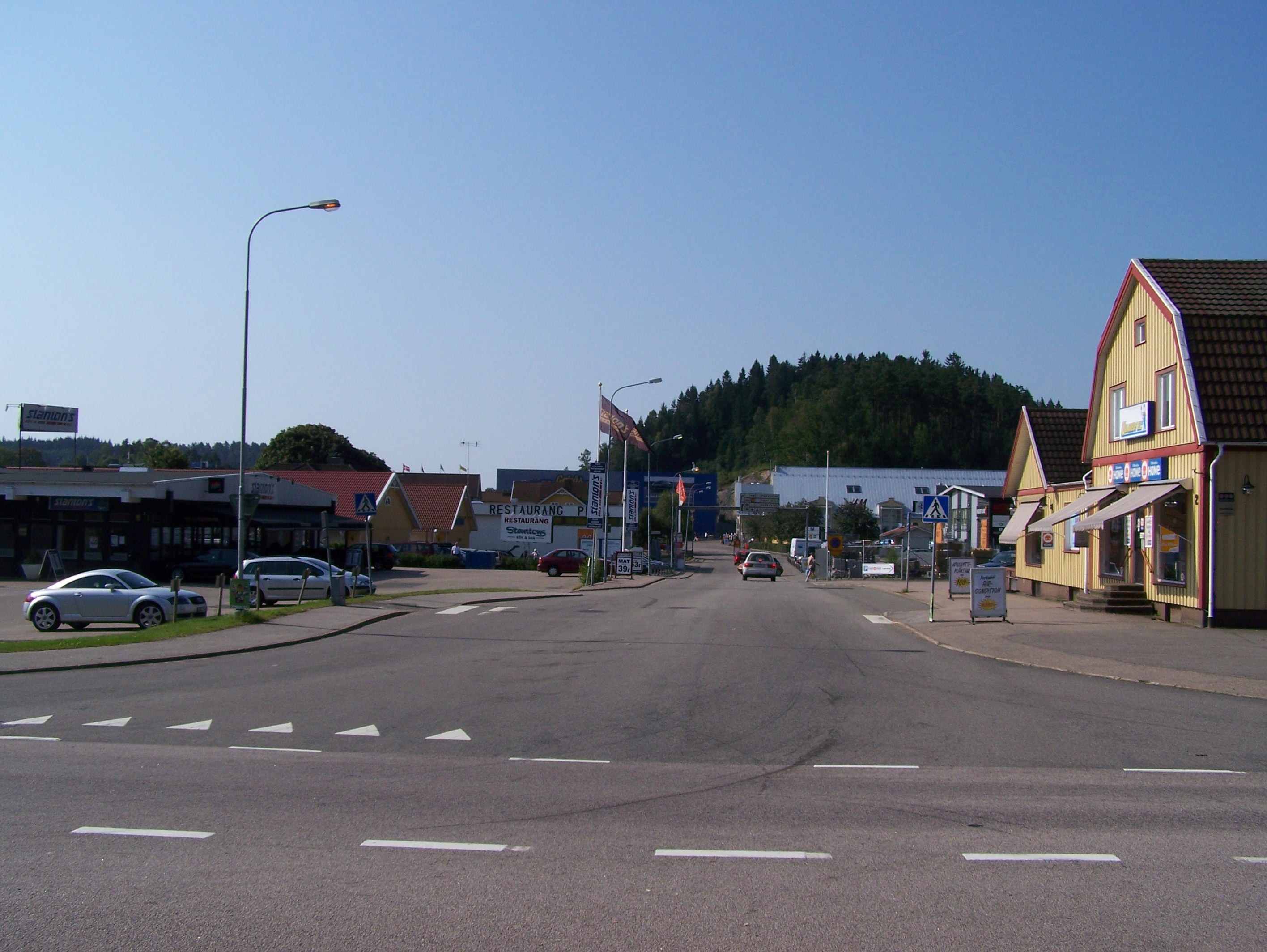
Містечко Улляред

Комуна Фалькенберг (швед. Falkenbergs kommun) — адміністративно-територіальна одиниця місцевого самоврядування, що розташована в лені Галланд на західному узбережжі Швеції.
Адміністративний центр комуни — місто Фалькенберг.
Фалькенберг 92-а за величиною території комуна Швеції.

## Населення
Населення становить 40 921 чоловік (станом на червень 2012 року). 
| Кількість населення комуни Фалькенберг за 1970-2010 роки | Кількість населення комуни Фалькенберг за 1970-2010 роки | Кількість населення комуни Фалькенберг за 1970-2010 роки | Кількість населення комуни Фалькенберг за 1970-2010 роки | Кількість населення комуни Фалькенберг за 1970-2010 роки |
| -------------------------------------------------------- | -------------------------------------------------------- | -------------------------------------------------------- | -------------------------------------------------------- | -------------------------------------------------------- |
| Рік                                                      |                                                          |                                                          | Населення                                                |                                                          |
| 1970                                                     | 1970                                                     |                                                          | 31 804                                                   | 31 804                                                   |
| 1975                                                     | 1975                                                     |                                                          | 33 102                                                   | 33 102                                                   |
| 1980                                                     | 1980                                                     |                                                          | 34 912                                                   | 34 912                                                   |
| 1985                                                     | 1985                                                     |                                                          | 35 596                                                   | 35 596                                                   |
| 1990                                                     | 1990                                                     |                                                          | 37 622                                                   | 37 622                                                   |
| 1995                                                     | 1995                                                     |                                                          | 38 950                                                   | 38 950                                                   |
| 2000                                                     | 2000                                                     |                                                          | 38 817                                                   | 38 817                                                   |
| 2005                                                     | 2005                                                     |                                                          | 39 605                                                   | 39 605                                                   |
| 2010                                                     | 2010                                                     |                                                          | 41 008                                                   | 41 008                                                   |
| Джерело: SCB                                             |                                                          |                                                          |                                                          |                                                          |

## Населені пункти
Комуні підпорядковано 18 міських поселень (tätort)
- Фалькенберг (Falkenberg)
- Скугсторп (Skogstorp)
- Скреа (Skrea)
- Слеїнге (Slöinge)
- Улляред (Ullared)
- Гломмен (Glommen)
- Вессігебру (Vessigebro)
- Вінберг (Vinberg)
- Лонгос (Långås)
- Геберг (Heberg)
- Рінгсегорд (Ringsegård)
- Ельвсеред (Älvsered)
- Етран (Ätran)
- Орстад (Årstad)
- Муруп (Morup)
- Бергагорд (Bergagård)
- Скреанес (Skreanäs)
- Вінбергс Чиркбю (Vinbergs kyrkby)

## Міста побратими
Комуна підтримує побратимські контакти з такими муніципалітетами:
- Улленсакер, Норвегія
- Пієксямякі, Фінляндія
- Боргарфйордур, Ісландія
- Гнєзно, Польща
- Леірвік, Фарерські острови